# Динково
Ди́нково (болг. Динково) — село у Видинській області Болгарії. Входить до складу общини Ружинці.

## Населення
За даними перепису населення 2011 року у селі проживали 159 осіб.
Національний склад населення села:
| Національність   | Кількість осіб | Відсоток |
| ---------------- | -------------- | -------- |
| болгари          | 108            | 69,2%    |
| цигани           | 46             | 29,5%    |
| Всього відповіли | 156            |          |

Розподіл населення за віком у 2011 році:
Динаміка населення: